# Ahmad Jaghuti
Ahmad Jaghuti (pers. احمد یاقوتی; ur. 2 września 1951) – irański piłkarz wodny, olimpijczyk.
W 1976 roku wystąpił wraz z drużyną na igrzyskach olimpijskich w Montrealu (były to jego jedyne igrzyska olimpijskie). Podczas tego turnieju wystąpił we wszystkich ośmiu meczach, nie zdobywając żadnego gola.
Wraz z drużyną przegrał wszystkie trzy spotkania grupowe, tym samym zajmując ostatnie miejsce w grupie (czwarte). W fazie pucharowej Irańczycy grali w spotkaniach o miejsca 7–12. Tam również przegrali wyraźnie wszystkie spotkania (najwyżej 0–16 ze Związkiem Radzieckim). Zajęli więc ostatecznie ostatnie 12. miejsce.
Z ekipą zdobył złoty medal Igrzysk Azjatyckich 1974 w Teheranie, pokonując m.in. Kuwejt 32–1.